# Jin Wen Gong
Jin Wen Gong (chinois : 晋文公 ; pinyin : jìn wén gōng), ou littéralement, duc Wen de l’État de Jin (697 av. J.-C.-628 av. J.-C.), de nom de famille Ji (姬) et de nom personnel Chonger (重耳), est un des Cinq Hégémons de la période des Printemps et des Automnes. Il monte sur le trône en 636 av. J.-C. après de longues péripéties. La mère de Chonger était d’origine non chinoise, de l’ethnie Di (翟).
Le père de Chonger, Jin Xian Gong (zh) (晋献公) avait cinq fils : le prince héritier Shen Sheng (申生), Chonger, Wuyi (夷吾), Xiqi (奚齐) et Zhuozi (卓子).
En 666 av. J.-C., Chonger est envoyé garder la ville de Pu, un stratagème de l’épouse Liji (骊姬) pour l’écarter de la capitale afin de pouvoir placer son fils Xiqi sur le trône.
En 656 av. J.-C., le prince héritier est victime d’un stratagème : l’épouse de Jin Xian Gong, Liji fait donner à son père de la viande dans laquelle elle a mis secrètement du poison, si bien que Jin Xian Gong crut que le prince héritier Shen Sheng avait voulu le tuer. Shen Sheng est poussé au suicide. Le duc Jin Xian Gong devient suspicieux à l'égard de ses deux grands fils Chonger et Wuyi, et il envoie un serviteur, Bodi (勃鞮), assassiner Chonger. Chonger parvient à lui échapper, non sans avoir la manche coupée, et il décide de partir chez les Di pour s’y réfugier avec quelques fidèles.
En 651 av. J.-C.，Jin Xian Gong meurt ; Liji tente de mettre son fils sur le trône, mais le ministre Like (里克) la tue ainsi que son fils. Like invite Chonger à revenir dans la principauté de Jin, mais celui-ci refuse, et c’est son frère Wuyi qui prend le pouvoir sous le nom de Jin Hui Gong (zh) (晋惠公).
En 644 av. J.-C., Jin Hui Gong envoie Bodi assassiner une seconde fois Chonger, mais celui-ci rate encore. Chonger décide de quitter le pays des Di pour l’État de Qi (齐国), où il est accueilli par Qi Huan Gong (齐桓公).
En 636 av. J.-C., Chonger prend le pouvoir et devient Jin Wen Gong.
En 632 av. J.-C., Jin Wen Gong vainc les armées de Chu Cheng Wang (楚成王) à la bataille de Chengpu (城濮之战).